# Lengua gitana de Colombia
La lengua gitana de Colombia es la variedad lingüística del Idioma romaní o gitano hablado en Colombia.

## Origen
Se presume su origen en Beluchistán y Sindi hace unos 1000 años por migraciones del pueblo gitano hacia Europa.
El idioma gitano llegó a Colombia durante siglo XIX, lo que se constata con la existencia de familias de hablantes de hasta cuarta generación.

## Distribución y subgrupos
Se encuentran principalmente en los departamentos de Atlántico, Bolívar, Córdoba , Nariño, Norte de Santander, Santander y Valle del Cauca, además de la ciudad de Bogotá. La población gitana en estos centros urbanos forman el 93.47 % de todo el país.
Los principales subgrupos de la etnia son los bolochoc, los boyrás, los churón, los jhánes, los langoseti y los bimbay; la mayoría de ellos pertenecen al grupo de los kalderash.
Lingüísticamente se pueden identificar dos grupos en el país: los hablantes de romanés y los de rumeniaste. Los primeros están ubicados en las ciudades de Barranquilla, Bogotá, Cali, Cartagena, Cúcuta, Girón, Itagüí, Pasto y Sogamoso.
El rumeniaste, hablado por los ludar, se concentran en Cúcuta y otras ciudades de la región Caribe.

## Situación sociocultural
Los pueblos gitanos se caracterizan por ser nómadas, esto les ha relegado socialmente, siendo marginados y perseguidos por su situación.
El pueblo gitano en Colombia es altamente vulnerable, que presenta altos niveles de pobreza y necesidades, esto ha provocado que los gitanos sean vistos con malos ojos por el resto de la sociedad.
Esta problemática se ve acrecentada por el hecho de que los oficios tradicionales de los rom ―como el adiestramiento de caballos y los actos circenses― han caído en desuso.